# Safonowka (obwód kurski)
Safonowka (ros. Сафоновка) – wieś (ros. село, trb. sieło) w zachodniej Rosji, w sielsowiecie szeptuchowskim rejonu korieniewskiego w obwodzie kurskim.

## Geografia
Miejscowość położona jest nad rzeką Kriepna (dopływ Sejmu), 5,5 km od centrum administracyjnego sielsowietu szeptuchowskiego (Szeptuchowka), 19,5 km od centrum administracyjnego rejonu (Korieniewo), 78 km od Kurska.

## Demografia
W 2010 r. miejscowość zamieszkiwało 186 osób.